# Malavan Football Club
Maillots
Actualités
Dernière mise à jour : 21 août 2024.
Le Malavan Bandar Anzali Football Club (en persan : باشگاه فوتبال ملوان بندر انزلى), plus couramment abrégé en Malavan FC, est un club iranien de football fondé en 1969 et basé dans la ville de Bandar Anzali.

## Palmarès
| Compétitions nationales |
| --- |
| - Coupe d'Iran (3) : - Vainqueur : 1975-76, 1986-87 et 1990-91. - Finaliste : 1987-88, 1988-89, 1991-92, 2010-11 et 2024-25. - Championnat d'Iran D2 : - Vice-champion : 2003-04. |

## Personnalités du club

### Présidents
| - Rashid Sazmand (1996 - 2006) - Saadollah Pourtahmasbi (2006 - 2009) - Ardeshir Pournemat (2009 - 2011) - Bahman Salehnia (2011 - 2012) |  | - Sadegh Deroudgar (2012 - 2014) - Hossein Gholami (2014 - 2015) - Ahmad Donyamali (2015 - 2017) - Mehran Nasiri (2017 - 2018) |

### Entraîneurs
| - Bahman Salehnia (20 mai 1968 - 5 février 1997) - Nosrat Irandoost (5 février 1997 - 15 décembre 2000) - Mohammad Ahmadzadeh (15 décembre 2000 - 15 mai 2002) - Bahman Salehnia (15 mai 2002 - 2 juillet 2004) - Nosrat Irandoost (2 juillet 2004 - 5 juillet 2006) - Mohammad Ahmadzadeh (5 juillet 2006 - 1er janvier 2010) - Farhad Pourgholami (1er janvier 2010 - 29 septembre 2012) - Mohammad Ahmadzadeh (29 septembre 2012 - 28 mai 2013) - Dragan Skočić (28 mai 2013 - 1er juin 2014) |  | - Nosrat Irandoost (1er juin 2014 - 8 octobre 2014) - Stevan Mojsilović (8 octobre 2014 - 5 décembre 2014) - Firouz Karimi (6 décembre 2014 - 1er juin 2015) - Hamid Estili (10 août 2015 - 20 février 2016) - Mohammad Ahmadzadeh (1er mars 2016 - 15 juillet 2016) - Mohammad Mayeli Kohan (22 juillet 2016 - 27 mai 2017) - Nader Dastneshan (28 mai 2017 - 1er juin 2018) - Farhad Pourgholami (1er juin 2018 - 28 octobre 2018) - Mohammad Ahmadzadeh (depuis le 31 octobre 2018) |